# Кейсаріє-базар
32°39′39″ пн. ш. 51°40′36″ сх. д. / 32.660888888889° пн. ш. 51.676666666667° сх. д.

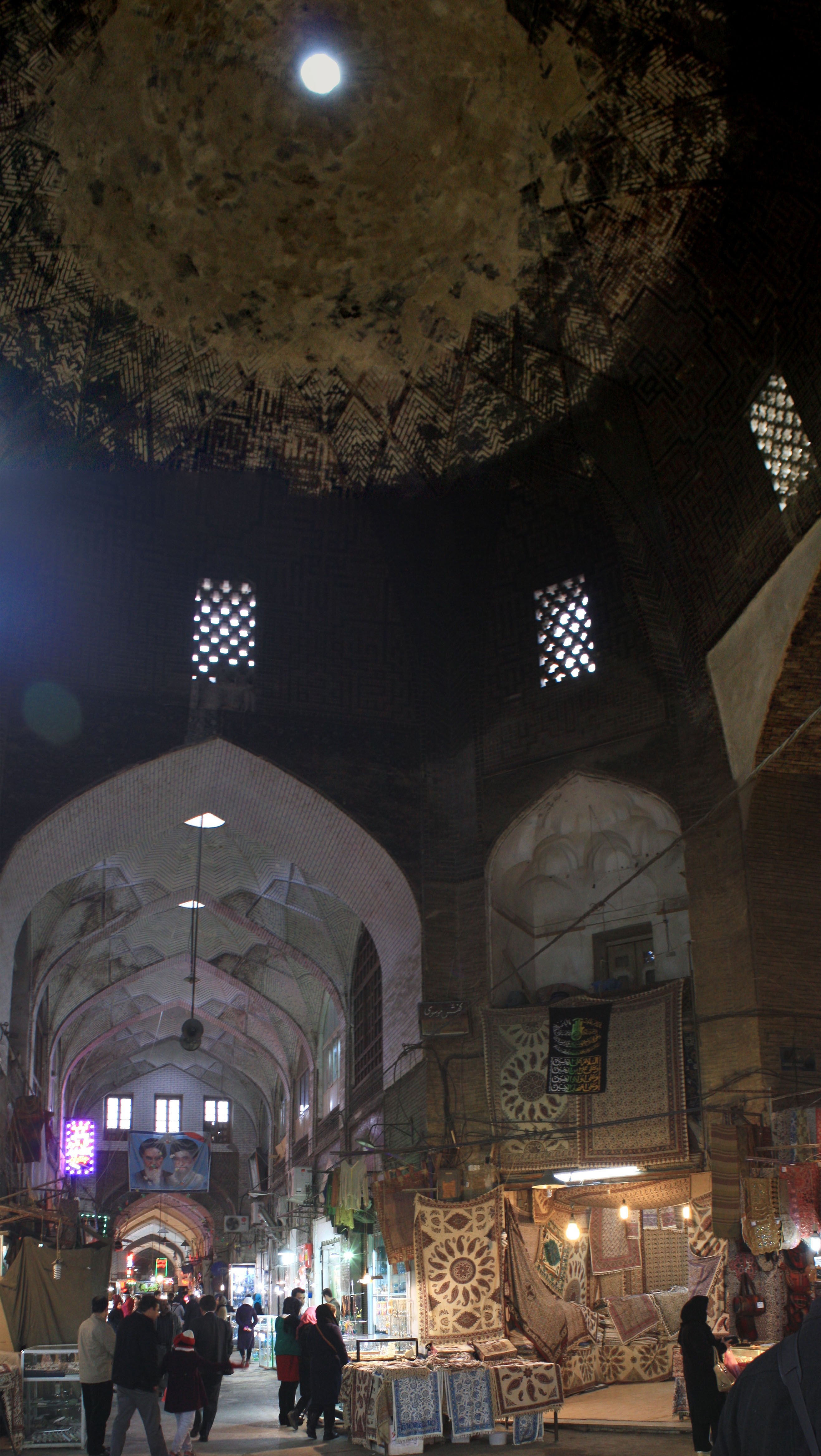
Кейсаріє-базар

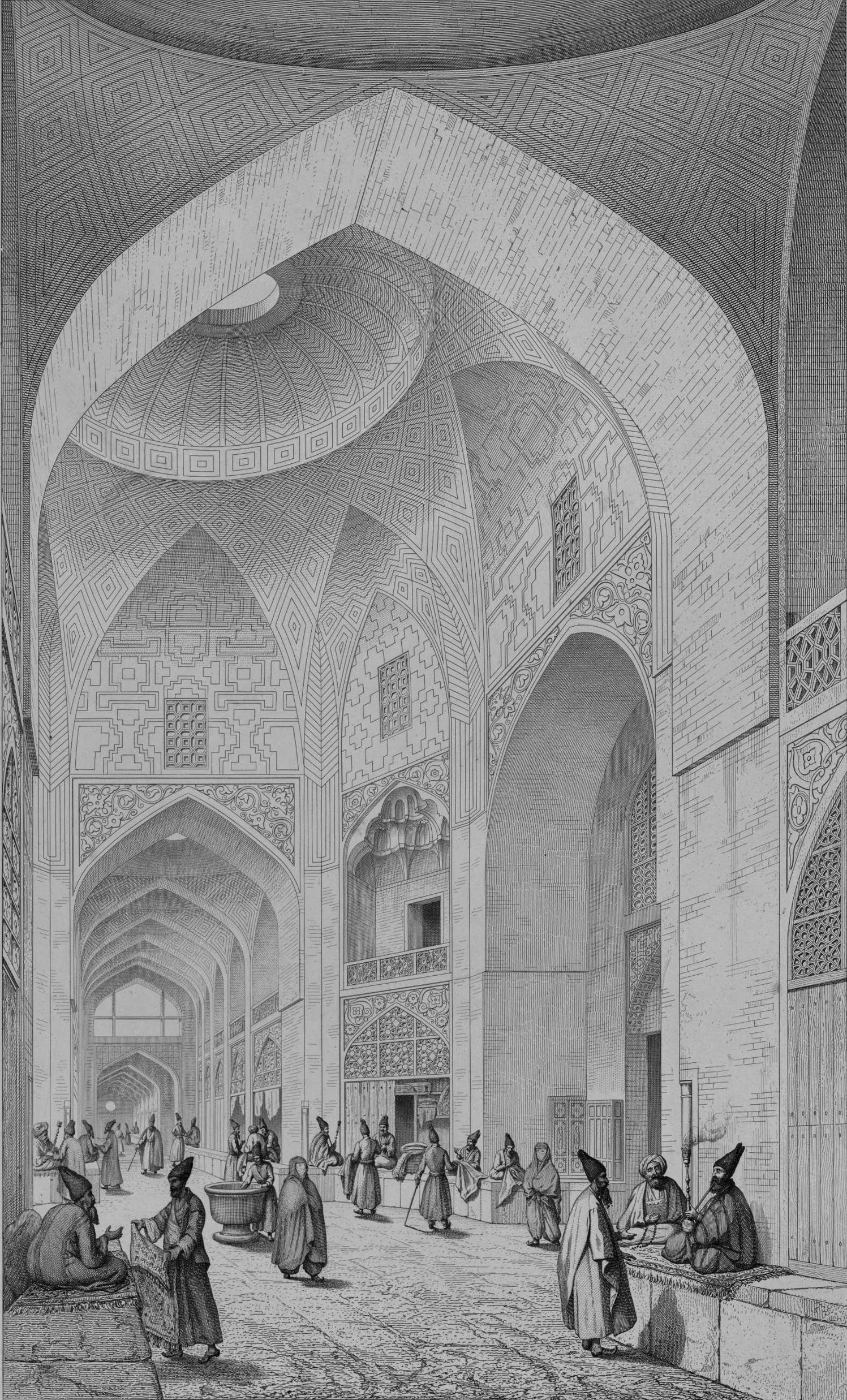
Торгівля тканинами на Кейсаріє-базарі в XIX столітті

Кейсаріє-базар - великий базарний комплекс, розташований в історичному районі іранського міста Ісфаган. Більшість купців на цьому ринку торгує килимами. Базар також відомий під назвою "Базар Солтані"; в епоху правління династії Сефевідів це був один з найбільших і найбагатших базарів Ірану, де продавалися різні товари - від тканин до ювелірних виробів. 
Побудований в 1620 на північ від Площі Імама, з'єднує Площу Імама з Площею Атік і з так званими сельджукськими кварталами.
Центральна будівля ринку має два поверхи: другий використовується під службові приміщення, на першому розташовуються магазини. Кейсаріє-базар поступово приєднав до своєї території сусідні дрібні базари, багато з яких існують досі. Стелі та стіни центральної будівлі розписані фресками.
До базарного комплексу також входить кілька мечетей, Касегаранська ісламська школа, кілька готелів (раніше, в епоху «караван-сараїв», їх було значно більше, але деякі діють досі).